# Mont Göztepe
Le mont Göztepe, en kurde Kolibaba, en turc Göztepe Dağı, est une montagne de Turquie située dans le Nord de la province de Muş, sur le haut-plateau arménien.

## Géographie

Carte de la région.

Le mont Göztepe est situé au sud des montagnes d'Akdoğan et au nord des montagnes de Bilican,. C'est l'une des plus hautes montagnes de la province de Muş. Plus de vingt villages se trouvent au pied de la montagne.